# Confederación Europea de Sindicatos

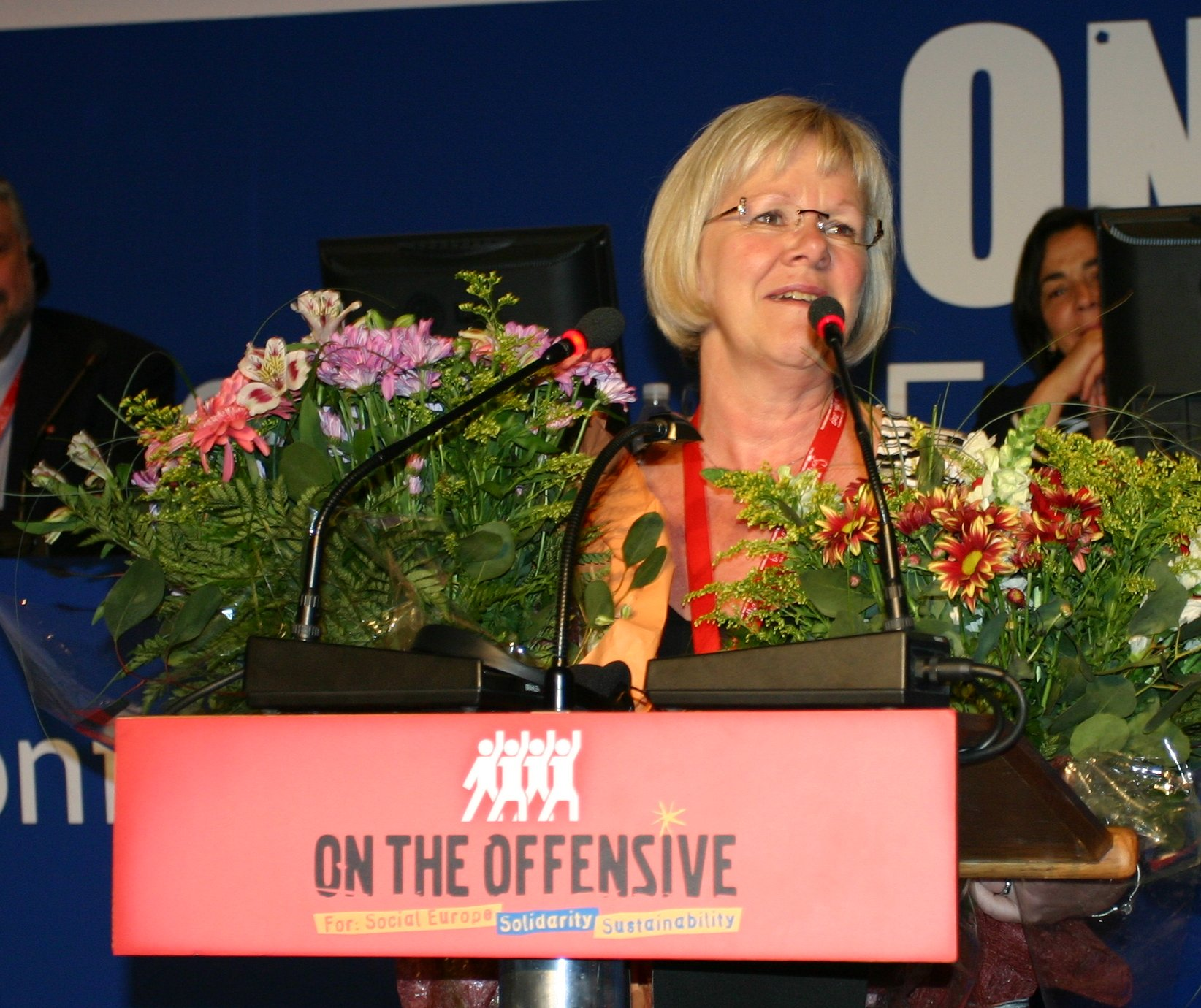
Wanja Lundby-Wedin, Presidenta de la Confederación Europea de Sindicatos 2007-2011.

La Confederación Europea de Sindicatos (CES), en inglés European Trade Union Confederation (ETUC), se fundó en 1973 con el objetivo de representar de manera unitaria a los trabajadores y a los afiliados de sus respectivos países a escala europea. Su papel en el proceso de toma de decisiones en Europa ha ido adquiriendo cada vez más importancia desde el momento en el que la integración europea ha ampliado la influencia de la Unión en las políticas económicas, sociales y de empleo en los 27 Estados miembros.
Actualmente, entre las organizaciones afiliadas a la CES se encuentran 93 confederaciones nacionales de sindicatos pertenecientes a un total de 41 países europeos, y 10 federaciones europeas de industria (FEI) que dan cobertura aproximadamente a 60 millones de sindicalistas.
El presidente de la CES es Wolfgang Katzian (Presidente del sindicato ÖGB, Austria) - quien sucedió a Rudy de Leeuw, - y su secretaria general es Esther Lynch, miembro del sindicato irlandés ICTU, ambos elegidos durante el último Congreso de la CES, celebrado en Berlín, en mayo de 2023.
La misión de la CES es crear una Europa unida en la que se respire paz y estabilidad, en donde los trabajadores y sus familias disfruten de plenos derechos humanos, civiles, sociales y de empleo, así como de un alto nivel de vida. Para alcanzar esta meta, la CES promueve el llamado modelo social europeo que combina el crecimiento económico sostenible con la mejora de las condiciones de vida y de trabajo, entre las que se incluyen el pleno empleo, la protección social, la igualdad de oportunidades, el empleo de buena calidad, la inclusión social y la elaboración de una política abierta y democrática que implique totalmente a los ciudadanos en la toma de las decisiones que les afectan de forma directa.
La CES defiende la consulta a los trabajadores, la negociación colectiva, el diálogo social y unas buenas condiciones de trabajo como elementos fundamentales para alcanzar dichos objetivos y fomentar la innovación, la productividad y el crecimiento en Europa. 
La CES tiene como objetivo primordial la representación del movimiento sindicalista europeo en la UE. Esta organización trabaja con los demás interlocutores sociales europeos (que representan a los empleadores) y con las instituciones comunitarias para el establecimiento de políticas de empleo, sociales y macroeconómicas que reflejen los intereses de los trabajadores de toda Europa.
El Tratado constitutivo de la Comunidad Europea otorga a los interlocutores sociales el derecho a formular sus propias propuestas legislativas a través de acuerdos intersectoriales relacionados con diversos temas de política social. Los interlocutores sociales ya han negociado tres acuerdos en el ámbito comunitario que han sido llevados a la práctica a través de directivas europeas que establecen derechos esenciales para los trabajadores:
- Sobre el permiso parental (1996)
- Sobre el trabajo a tiempo parcial (1997)
- Sobre los contratos de duración determinada (1999)

Desde el año 2002, la CES ha ampliado su función en las relaciones industriales a escala comunitaria mediante la promoción del desarrollo de un diálogo social autónomo entre los representantes de los trabajadores y de los empleadores. Los interlocutores sociales han formalizado acuerdos “autónomos” en cuanto a:
- El trabajo a distancia (2002)
- El estrés relacionado con el trabajo (2004)
- El acoso y la violencia en el trabajo (2007)
- Un marco de acciones para el desarrollo permanente de competencias y cualificaciones (2002), y un marco de acciones sobre la igualdad entre mujeres y hombres (2005).

Los propios interlocutores sociales son los que han aplicado estos acuerdos a escala nacional, regional y empresarial. El actual Programa de Trabajo Plurianual de los interlocutores sociales está vigente hasta el año 2008.
La CES es el principal órgano representante frente a las instituciones de la Unión Europea de los trabajadores.
Junto con los demás interlocutores sociales europeos, la CES trabaja con todas las instancias europeas: la Presidencia, el Consejo, la Comisión y el Parlamento. En el Tratado constitutivo de la Comunidad Europea se define su derecho a representar los intereses de los trabajadores europeos en la formulación de la política comunitaria en materia de empleo, social y macroeconómica. Así, la CES:
- participa en las cumbres sociales tripartitas celebradas anualmente;
- elabora la respuesta sindical a las propuestas de la Comisión	Europea;
- está vinculada a un intergrupo de eurodiputados pertenecientes a diferentes partidos en el Parlamento Europeo;
- coordina la participación sindical en diversos órganos consultivos, entre los que se incluyen el Comité Económico y Social y las agencias de la Unión para la formación profesional (CEDEFOP), mejorar las condiciones de vida y de trabajo (Fundación de Dublín), la salud y la seguridad (Bilbao).

En las reuniones celebradas semestralmente sobre el Diálogo Macroeconómico, instituidas en el año 1998, los interlocutores sociales debaten acerca de las políticas económicas con el Consejo de Ministros de Economía y Hacienda (ECOFIN), el Banco Central Europeo (BCE) y la Comisión Europea. 
La CES también promueve una campaña para la consecución de una Europa social por medio de la acción directa, como en el caso de las manifestaciones europeas (por ejemplo contra la Directiva de Servicios Bolkestein) y de una petición a través de internet a favor de los servicios públicos.
Las organizaciones sindicales que forman parte de la CES (por ejemplo, la Federación Europea de Trabajadores de la Minería, Química y Energía) mantienen sus propios procedimientos de toma de decisiones. Los delegados de las organizaciones afiliadas deciden democráticamente acerca de las políticas y actividades de la CES a escala europea, y la propia CES no tiene autoridad alguna para imponer directrices a las confederaciones nacionales. La CES también cuenta con su propia estructura democrática.
La CES se encarga de la coordinación de las actividades de los 45 Consejos Sindicales Interregionales, que organizan la cooperación sindical fuera de las fronteras nacionales de la Unión Europea.
La CES es la única organización sindical intersectorial representativa a escala europea que goza del reconocimiento de la Unión Europea, del Consejo de Europa y de la Asociación Europea de Libre Comercio.